# Comuna Dimăcheni, Botoșani
Dimăcheni este o comună în județul Botoșani, Moldova, România, formată din satele Dimăcheni (reședința), Mateieni și Recia-Verbia. Dimăcheni, Botoșani. svg.
Dimăcheni este o comună în județul Botoșani, Moldova, România, formată din satele Dimăcheni (reședința), Mateieni și Recia-Verbia.

## Așezarea geografică
Comuna Dimăcheni, se află situată pe partea dreaptă a râului Jijia, la o distanță de peste 50 km față de reședință de județ, municipiul Botoșani și 13 km față de municipiul Dorohoi, în partea de nord a stepei moldovene.
În partea de nord, nord-est și est comuna Dimăcheni se învecinează cu comuna Corlăteni, la sud-est se învecinează cu comuna Nicșeni, în partea de sud aflându-se comuna Roma, la sud-vest se află comuna Brăiești, la vest se învecinează cu comuna Văculești, iar în parte nord-vest cu comuna Broscăuți.

## Istoric
Dezvoltarea societății omenești pe teritoriu patriei noastre din cele mai vechi timpuri și până astăzi este atestată din săpăturile arheologice și numeroase documente istorice care menționează așezări omenești pe întregul său teritoriu încă din epoca pietrei, așezări suprapuse ulterior de o viață economică și socială.
Satul Dimăcheni, centrul administrativ al comunei Dimăcheni, este o așezare destul de veche, prima mențiune cunoscută despre Dimăcheni este făcută în anul 1487 prin care Stefan cel Mare confirmă lui Ivancea Bîlici și surorii sale Anușca, stăpânirea satelor Bîrgoieni pe Moldova, o parte din Verbea pe Jijia și Corlătenii.
Menționăm că Verbia de pe Jijia este o parte componentă a satului Dimăcheni și anume partea de nord-vest, care se mărginește cu teritoriul cătunelor ce compun satul Recea Verbea.
În anul 1552 Dimăchenii sunt menționați într-o serie de documente care nu au fost găsite și publicate, dar o parte din ele au rămas la Elena Docan fiica lui Dimache. Aceste documente sunt notate de Tudor Codrescu în Uricariul vol. VI. Pagina 231.
Satul în vechime se numea Căcăceni, iar Ioan Docan proprietarul moșiei, i-a schimbat numele în Dimăcheni, după numele socrului său Dimache. Această schimbare a denumirii satului din vechiul nume, Căcăceni, în noul nume, Dimăcheni a avut loc în anul 1849.
Dicționarul geografic al județului Dorohoi, de Nicu Filipescu Dudău, pagina 73 din 15-08-1890 spunea despre Dimăcheni: „că este o comună rurală, așezată în partea de nord-est a plasei Coșula formată din satele Dimăcheni și Mateieni cu reședința primăriei în Dimăcheni, cu o populație de 274 familii, 940 suflete, 2 biserici, un preot, doi cântăreți, doi palmari, o școală cu un învățător, 54 elevi, 730 ha pământ sătesc, 3237 ha câmp și 114 ha pădure proprietatea moșiei, 21 iazuri și 12 pogoane de vie.”
În anul 1968 comuna Dimăcheni, cu cele trei sate componente: Dimăcheni, Mateini, Recea Verbea, se unește cu comuna Corlăteni cu centrul de comună în satul Corlăteni.
Prin Legea nr. 343/2003 a luat ființă vechea comună Dimăcheni, cu cele trei sate componente: Dimăcheni - centru de comună, Mateieni, și Recea Verbea.

## Suprafața
Suprafața totală a comunei Dimăcheni este de 29.210 mii 

## Demografie
Componența etnică a comunei Dimăcheni
     Români (95,89%)
     Italieni (0,3%)
     Necunoscută (3,81%)
Componența confesională a comunei Dimăcheni
     Ortodocși (92,23%)
     Penticostali (3,51%)
     Alte religii (0,37%)
     Necunoscută (3,89%)
Conform recensământului efectuat în 2021, populația comunei Dimăcheni se ridică la 1.338 de locuitori, în scădere față de recensământul anterior din 2011, când fuseseră înregistrați 1.413 locuitori. Majoritatea locuitorilor sunt români (95,89%) cu o minoritate de italieni (0,30%), iar pentru 3,81% nu se cunoaște apartenența etnică. Din punct de vedere confesional, majoritatea locuitorilor sunt ortodocși (92,23%), cu o minoritate de penticostali (3,51%), iar pentru 3,89% nu se cunoaște apartenența confesională.

## Politică și administrație
Comuna Dimăcheni este administrată de un primar și un consiliu local compus din 9 consilieri. Primarul, Marinel Moruz[*], de la Partidul Social Democrat, este în funcție din octombrie 2020. Începând cu alegerile locale din 2024, consiliul local are următoarea componență pe partide politice:
|  | Partid                          | Consilieri | Componența Consiliului | Componența Consiliului | Componența Consiliului | Componența Consiliului | Componența Consiliului | Componența Consiliului | Componența Consiliului | Componența Consiliului |
|  | ------------------------------- | ---------- | ---------------------- | ---------------------- | ---------------------- | ---------------------- | ---------------------- | ---------------------- | ---------------------- | ---------------------- |
|  | Partidul Social Democrat        | 8          |                        |                        |                        |                        |                        |                        |                        |                        |
|  | Alianța pentru Unirea Românilor | 1          |                        |                        |                        |                        |                        |                        |                        |                        |